# Бяла-Подляска (гмина)
Бяла-Подляска (пол. Biała Podlaska) — сельская гмина (волость) в Польше, входит как административная единица в Бяльский повет, Люблинское воеводство. Население — 12 049 человек (на 2004 год).

## Сельские округа
1. Целуйки
2. Цицибур-Дужи
3. Цицибур-Малы
4. Чоснувка
5. Докудув-Други
6. Докудув-Первши
7. Грабанув
8. Грабанув-Колёня
9. Холя
10. Хруд
11. Гусинка
12. Янувка
13. Язвины
14. Юлькув
15. Зацише
16. Калилув
17. Кшимовске
18. Лисы
19. Луковце
20. Михалувка
21. Млынец
22. Новы-Славацинек
23. Ортель-Ксёнженцы-Други
24. Огродники
25. Ортель-Ксёнженцы-Первши
26. Перковице
27. Поельце
28. Поросюки
29. Пулько
30. Раковиска
31. Роскош
32. Ситник
33. Славацинек-Стары
34. Стыжинец
35. Сурмаче
36. Своры
37. Сыцына
38. Теребеля
39. Вильчин
40. Каменичне
41. Воронец
42. Воскшенице-Дуже
43. Воскшенице-Мале
44. Вулька-Плебаньска
45. Заблоце

## Соседние гмины
1. Бяла-Подляская
2. Гмина Дрелюв
3. Гмина Хушлев
4. Гмина Янув-Подляский
5. Гмина Лесьна-Подляска
6. Гмина Ломазы
7. Гмина Мендзыжец-Подляски
8. Гмина Пищац
9. Гмина Рокитно
10. Гмина Залесе